# Sogno (personaggio)
Sogno (Dream) è un personaggio dei fumetti, protagonista della serie Sandman scritta da Neil Gaiman e pubblicata dalla Vertigo, divisione editoriale della DC Comics. È uno degli Eterni ed è la personificazione dei sogni, delle storie e, poiché gli Eterni rappresentano anche il contrario di ciò che personificano, della realtà.
Il sito web IGN ha inserito Sogno alla quindicesima posizione nella classifica dei cento maggiori eroi della storia dei fumetti, dopo Thor e prima di Rorschach.

## Introduzione
Durante la serie gli vengono attribuiti molti nomi, compresi Morfeo e Oneiros. È risaputo che gli Eterni hanno molti aspetti, uno dei quali è la personificazione attiva in qualsiasi momento, e se un aspetto muore, un altro lo rimpiazza. Un aspetto in particolare di Sogno svolge il ruolo di personaggio centrale della serie, e viene chiamato Morfeo per differenziarlo da Sogno considerato globalmente. Quando l'aspetto noto come Morfeo muore alla fine di Le eumenidi, la nona raccolta di numeri della serie, esso viene rimpiazzato da un nuovo aspetto, che viene alla luce nella terra del sogno, e viene chiamato Daniel. Gli altri Eterni rimangono invece personificati dallo stesso aspetto nel corso della serie e vengono chiamati con i loro nomi generici, eccetto che nel racconto Orfeo contenuto nel volume Favole e riflessi dove vengono usate le versioni: Morte: Teleute, Disperazione: Aponoia, Delirio: Mania, Desiderio: Epithumia, Distruzione: Olethros, Destino: Potmos.

## Descrizione
Morfeo viene presentato di solito come un uomo alto e magro di carnagione pallida e con capelli neri e rassomiglia vagamente a Robert Smith, cantante e leader dei The Cure. Anche Peter Murphy (degli Bauhaus) e David Bowie sono stati usati come riferimento visivo per Morfeo. Alcuni lettori hanno perfino notato una leggera somiglianza tra Morfeo e Gaiman stesso. I discorsi di Morfeo sono solitamente disegnati con un carattere bianco ondulato su sfondo nero, all'interno di baloon con contorni anch'essi ondulati; le parole da lui pronunciate appaiono quasi sempre scritte in minuscolo, all'inverso della tradizione fumettistica che usa il carattere maiuscolo.
Quando interagisce con persone mortali, Morfeo appare con una parvenza adatta ai mortali: ad esempio, nella storia "Tales in the Sand" egli interagisce con gli avi di una tribù di neri aborigeni e viene raffigurato come un nero di nome Kai'Ckul. Egli viene dipinto come un gatto nel racconto Il sogno di mille gatti nel volume Le terre del Sogno e come una creatura a metà tra un gatto e un umano quando parla alla dea felina Bast. Quando una volta Martian Manhunter e Mister Miracle lo stavano guardando, essi videro un'entità completamente differente: ciò implica che l'aspetto di Morfeo è basato sia sulle convinzione in cosa si aspetta di vedere l'osservatore, sia come gli piacerebbe che apparisse. Nella storia Uomini di buona sorte in Casa di bambola Sogno viene visto in diversi momenti degli ultimi 600 anni; il suo costume è un po' più convenzionale di quello del Sogno moderno, ma sempre con un tocco di eccentricità. In una famosa sequenza de Il parlamento dei corvi in Favole e riflessi lui e sua sorella più grande Morte vengono ritratti in versione super deformed come bambini.
Morfeo veste sempre di nero tranne quando indossa il suo costume formale. Questo completo contiene il viola e il blu, e a volte fiamme arancioni che decorano il fondo della sua mantella. Possiede un elmo ricavato dal cranio e dalla colonna vertebrale di un dio, che indossa in occasioni di grande importanza; questo è il suo sigillo nelle gallerie degli altri Eterni. Morfeo vive in un castello all'interno del suo regno: sia il castello che il resto del reame sono mutevoli e cambiano spesso, secondo la volontà di Morfeo; comunque parti sia del castello sia del regno vengono mantenute uguali come cortesia nei confronti dei loro abitanti. È forse significativo che Morfeo è l'unico degli Eterni che popola il suo regno - molti altri personaggi vivono lì, comprese le figure bibliche di Caino e Abele. Morfeo ha anche creato (e in alcuni casi reclutato) servi per adempiere a ruoli che egli potrebbe eseguire facilmente da solo, compresa la riorganizzazione del castello e la guardia della sua entrata: ciò forse indica una solitudine fondamentale propria del personaggio di Morfeo.
La storia Orfeo implica che Morfeo è uno e identico al dio greco. Tuttavia, la divinità greca apparve, non prigioniera, nel n. 11 di Wonder Woman di George Pérez (dicembre 1987). Non è chiaro che relazione abbia questa figura, un uomo anziano vestito di viola che somiglia vagamente ad Agatha Harkness con questo aspetto di Dream. La versione di Gaiman di Morfeo è apparsa nei fumetti dei supereroi DC ad opera di Keith Giffen ed è apparsa una sola volta in un numero di Swamp Thing. Morfeo appare anche brevemente durante la caccia di Kevin Smith a Freccia Verde in un flashback che lo mostra nel seminterrato di Alexander Burgess, ancora imprigionato nella prigione sferica e di vetro di Roderick Burgess. Morfeo ha dimostrato di poter donare l'immortalità: Caino e Abele, rappresentano la prima storia del genere umano, Morfeo ha permesso così a loro di vivere nel suo regno dei sogni per sempre. Nella serie TV, Morfeo rivela che eoni addietro, un Vortice dei Sogni portò alla distruzione, il mondo della veglia e che un intero universo a causa di ciò, colassò e morì. Ciò indica che Morfeo può essere considerato uno degli Eterni a poter sopravvivere alla fine dell'universo. Come viene spesso citato: i sogni non muoiono mai.

## Personalità
Sogno è un eroe nobile e tragico, nello stile tradizionale degli eroi della tragedia greca. È poco avvezzo allo humor, talvolta insensibile, ossessionato da se stesso e impiega molto a perdonare un affronto. Come Mervin lo Spaventapasseri osserva, dopo la conclusione di uno degli amori invariabilmente disastrosi di Morfeo, "È proprio la figura tragica che si distingue nella pioggia, piangendo la perdita della sua amata. Così scende la pioggia, proprio dopo la battuta d'entrata. Nel frattempo tutti fanno sogni pieni di angosce esistenziali e si svegliano da schifo. E tutti noi ci bagniamo".
D'altro canto, Morfeo è pienamente cosciente delle sue responsabilità, sia quelle verso le altre persone sia quelle che riguardano il suo territorio: questa caratteristica lo rende affidabile e imparziale. È implicito che prima del suo imprigionamento egli fosse in qualche modo più crudele e cieco ai suoi difetti. Morfeo condivide uno stretto e reciproco legame di dipendenza e fiducia con sua sorella maggiore, Morte. Egli ambisce ripetutamente a comprendere se stesso e gli altri Eterni, ma alla fine viene sconfitto dal suo più gran difetto, la sua incapacità di accettare il cambiamento. Cosa alquanto insolita e singolare, poiché i sogni sono mutevoli e cambiano di continuo.

## I nomi di Sogno
- The Sandman
- King of Dreams (sic)
- Principe Morfeo
- Il Principe delle Storie
- The Oneiromancer
- Master of Dreams (Dream Master)
- King of Dreams, of the Nightmare Realm
- The Dreamlord (Lord of Dreams, Dream Lord)
- Dream King
- Lord of the Sleeping Marches
- Lord of the Sleeping
- Lord of Sleep
- Master of the Realm of Sleep
- Oneiros
- The Shaper of Form(s)
- Cat of Dreams (per i gatti)
- King of the Riddle Realms
- Lord Shaper
- Lord of the Dream World
- Prince of Stories
- Monarch of the Sleeping Marches
- His Darkness, Dream of the Endless
- The Dreamweaver
- The Nightmare King
- Dream-creature
- The Shaper of Dreams
- Sultan of Sleep
- Kai'ckul (per le persone della sua ex-amata, Nada)
- His Darkness, Lord Oneiros of Dream
- L'Zoril (da Martian Manhunter)
- Murphy (una "corruzione" di "Morfeo"; per le persone dell'isolotto in A Game of You)
  - Murphy è anche il nome dato al "Prince of Daydreams" nel fumetto di Aaron Williams PS238. Murphy è uno degli aspetti fratturati di Sogno, come è stato suggerito alcune volte nel fumetto.
- King Dream (da Doctor Destiny)
- King of All Night's Dreaming (usato in Sandman: The Dream Hunters)
- Mister Dreamy (dalla Principessa Jemmy, un'incarnazione del caos, come si vede in La stagione delle nebbie)

## Il Nuovo Sovrano dei Sogni
Con la scomparsa di Morfeo, il trono del Reame dei Sogni rimane vacante. Dopo il suo funerale, celebrato con solennità, gli Eterni, fratelli e sorelle di Morfeo, riconoscono che un nuovo Signore dei Sogni deve sorgere per ristabilire l’equilibrio dell’universo. Costui si rivela essere Daniel Hall, il bambino nato nel Reame del Sogno durante la prigionia di Morfeo, per mano della Setta del Re Demone. Destinato a succedere al suo predecessore per diritto di nascita, in quanto generato nel cuore del mondo onirico, Daniel trascende la sua natura umana. Come una fenice che rinasce dalle proprie ceneri, egli ascende al ruolo di Sogno, nuovo Eterno e sovrano del Reame del Sogno.
A differenza di Morfeo, che aveva un aspetto cupo, con pelle pallida, occhi stellati e capelli neri disordinati, Daniel ha un aspetto più luminoso. La sua pelle è ancora pallida, ma emana una sorta di luce soffusa che suggerisce purezza e trascendenza. La sua presenza è meno austera e più accogliente rispetto a quella di Morfeo. I capelli di Daniel sono di un colore argentato, a volte descritti come luminosi o quasi traslucidi, in netto contrasto con i capelli neri di Morfeo. Daniel indossa abiti bianchi e fluidi che possono sembrare quasi fatte di luce o tessuto onirico, con dettagli che cambiano a seconda del contesto. Morfeo, possedeva un rubino, simbolo di potere dei sogni, Daniel invece possiede uno smeraldo. Non accetta di essere chiamato Morfeo, poichè egli è stato il suo predecessore e pretende di essere chiamato Sogno.